# 허안여
허안여(許安如, ? ~ 기원전 121년)는 전한 중기의 제후로, 승상 허창의 아들이다.

## 행적
원광 2년(기원전 133년), 허창의 뒤를 이어 백지후(柏至侯)에 봉해졌다.
원수 2년(기원전 121년)에 죽으니 시호를 공(共)이라 하였고, 작위는 아들 허복이 이었다.

## 출전
- 사마천, 《사기》 권18 고조공신후자연표
- 반고, 《한서》 권16 고혜고후문공신표

| 선대 아버지 백지애후 허창 | 전한의 백지후 기원전 132년 ~ 기원전 121년 | 후대 아들 허복 |